# 1960年の宝塚歌劇公演一覧
本項目では、1960年の宝塚歌劇公演一覧（1960ねんのたからづかかげきこうえんいちらん）について示す。

## 一覧
（）内は、作者または演出者名。

### 宝塚公演

#### 月組
- 1月1日 - 1月31日　宝塚大劇場
  - 『雪姫』（白井鐡造）
  - 『ウイ・ウイ・パリ』（高木史朗）

#### 花組
- 2月3日 - 2月28日　宝塚大劇場
  - 『わらべ唄風土記』（花柳徳兵衛　構成、鴨川清作　演出）
  - 『燃える氷河』（北條秀司）

#### 雪組
- 3月2日 - 3月23日　宝塚大劇場
  - 『扇』（高木史朗）
  - 『燃える氷河』（北條秀司）

#### 星組
- 3月25日 - 4月29日　宝塚大劇場
  - 『春の踊り<日本の恋の物語>』（白井鐡造、菅沼潤　脚本）
  - 『ビバ・ピノキオ』（内海重典）

#### 雪組
- 5月1日 - 5月30日　宝塚大劇場
  - 『春の踊り<日本の恋の物語>』（白井鐡造、菅沼潤　脚本）
  - 『三文アムール』（矢代静一　作、内海重典　演出）

#### 花組
- 6月1日 - 6月29日　宝塚大劇場
  - 『阿波踊り<わらべ唄風土記>』（花柳徳兵衛　構成、鴨川清作　構成・演出）
  - 『東京の空の下』（高木史朗）

#### 月組
- 7月1日 - 7月31日　宝塚大劇場
  - 『蜜柑の花咲く恋』（菅沼潤）
  - 『微笑の国』（白井鐡造）

#### 星組
- 8月2日 - 8月31日　宝塚大劇場
  - 『山びと』（郷土芸能研究会　構成、植田紳爾　脚本）
  - 『華麗なる千拍子』（高木史朗）

#### 雪組
- 9月2日 - 9月29日　宝塚大劇場
  - 『新・竹取物語』（小原弘稔）
  - 『カルメン・カリビア』（内海重典）

#### 月組
- 10月1日 - 10月30日　宝塚大劇場
  - 『天守物語』（泉鏡花　原作、白井鐡造　脚本・演出）
  - 『ショウ・イズ・オン』（宇津秀男　構成・演出、内海重典　脚本・演出）

#### 花組
- 11月1日 - 11月30日　宝塚大劇場
  - 『狐と雨と花』（二世西川鯉三郎演出、内海重典）
  - 『ショウ・イズ・オン』（宇津秀男　構成・演出、内海重典　脚本・演出）

#### 星組
- 12月3日 - 12月27日　宝塚大劇場
  - 『泣きべそ女房』（植田紳爾）
  - 『鹿鳴館事件』（鴨川清作）
  - 『オープン・ザ・ウインドウ』（横澤英雄）

### 東京公演

#### 星組
- 1月1日 - 1月31日　東京宝塚劇場
  - 『黒あざ姫と炭焼』（宇野信夫）
  - 『君ありてこそ』（内海重典）

#### 月組
- 3月5日 - 3月29日　東京宝塚劇場
  - 『雪姫』（白井鐡造）
  - 『ウイ・ウイ・パリ』（高木史朗）

#### 花組
- 4月1日 - 4月29日　東京宝塚劇場
  - 『わらべ唄風土記』（花柳徳兵衛　構成、鴨川清作　演出）
  - 『燃える氷河』（北條秀司）

#### 雪組
- 7月2日 - 8月1日　東京宝塚劇場
  - 『扇』（高木史朗）
  - 『ローズ・ダムール<三文アムール・改題>』（矢代静一　作、内海重典　演出）

#### 花組
- 8月4日 - 8月29日　東京宝塚劇場
  - 『東京の空の下』（高木史朗）
  - 『シャンソン・ド・パリ』（高木史朗）

#### 星組
- 10月1日 - 10月25日　東京宝塚劇場
  - 『白い山吹』（有吉佐和子　脚本、春日野八千代　構成・演出）
  - 『華麗なる千拍子』（高木史朗）

### 宝塚・東京以外の公演

#### 月組
- 4月29日 - 5月8日　名古屋・名鉄ホール
  - 『修善寺物語』（平井正一郎）
  - 『釣女』
  - 『ミュージック・アルバム』（白井鐡造）

- 5月10日・11日　中津川
  - 『修善寺物語』（平井正一郎）
  - 『釣女』
  - 『ミュージック・アルバム』（白井鐡造）

- 5月19日　洲本
  - 『修善寺物語』（平井正一郎）
  - 『釣女』
  - 『ミュージック・アルバム』（白井鐡造）

#### 雪組
- 10月2日 - 10月9日　名古屋・名鉄ホール
  - 『扇』（高木史朗）
  - 『ローズ・ダムール』（内海重典　演出）

- 10月15日 - 10月23日　北九州八幡
  - 『扇』（高木史朗）
  - 『ローズ・ダムール』（内海重典　演出）

#### 月組
- 11月5日 - 11月16日　広島、玉野、姫路、米子
  - 『修善寺物語』（平井正一郎）
  - 『釣女』
  - 『ミュージック・アルバム』（白井鐡造）